# Senat (Hiszpania)
Senat (hisz. Senado) – izba wyższa Kortezów, parlamentu hiszpańskiego. Tworzy go 266 senatorów, wybieranych lub nominowanych w tym samym czasie co Kongres Deputowanych na tę samą 4-letnią kadencję.
208 senatorów wybieranych jest w oparciu o ordynację większościową w wielomandatowych okręgach wyborczych. Co do zasady każda prowincja wybiera 4 senatorów, z wyjątkiem prowincji wyspiarskich, które wybierają 1-3. Pomimo że wybieranych w danej prowincji jest 4 członków Senatu, każdy wyborca ma do dyspozycji tylko 3 głosy, a poszczególne partie mianują po 3 kandydatów. Dzięki temu ograniczeniu zwycięska partia nie zdobywa wszystkich mandatów, lecz zazwyczaj wygrywa w danej prowincji w stosunku 3-1.
Pozostałe mandaty nie są obsadzane w drodze wyborów bezpośrednich, ale senatorów nominują parlamenty 17 wspólnot autonomicznych. Parlament każdej wspólnoty może nominować 1 senatora na każdy milion mieszkańców. Po zaokrągleniu (np. Madryt liczy 5,6 miliona mieszkańców, a wyznacza 6 członków Senatu) oznacza to, że obecnie w ten sposób wyznaczanych jest 58 senatorów.
Podobnie jak w Polsce, hiszpański Senat ma w stosunku do izby niższej ograniczone uprawnienia: tylko Kongres Deputowanych zatwierdza rząd udzielając premierowi wotum zaufania, a decyzje Senatu mogą być zmienione, jeśli głosuje za takim rozwiązaniem większość bezwzględna Kongresu.